# Child Is Father to the Man
Child Is Father to the Man je debutové studiové album americké skupiny Blood, Sweat & Tears. Album vyšlo v únoru 1968 u vydavatelství Columbia Records a jeho producentem byli John Simon a Bob Irwin.

## Seznam skladeb
| Původní verze | Původní verze                                      | Původní verze    | Původní verze |
| Pořadí        | Název                                              | Autor            | Délka         |
| ------------- | -------------------------------------------------- | ---------------- | ------------- |
| 1.            | Overture                                           | Kooper           | 1:32          |
| 2.            | I Love You More Than You'll Ever Know              | Kooper           | 5:57          |
| 3.            | Morning Glory                                      | Beckett, Buckley | 4:16          |
| 4.            | My Days Are Numbered                               | Kooper           | 3:19          |
| 5.            | Without Her                                        | Nilsson          | 2:41          |
| 6.            | Just One Smile                                     | Newman           | 4:38          |
| 7.            | I Can't Quit Her                                   | Kooper, Levine   | 3:38          |
| 8.            | Meagan's Gypsy Eyes                                | Katz             | 3:24          |
| 9.            | Somethin' Goin' On                                 | Kooper           | 8:00          |
| 10.           | House in the Country                               | Kooper           | 3:04          |
| 11.           | The Modern Adventures of Plato, Diogenes and Freud | Kooper           | 4:12          |
| 12.           | So Much Love/Underture                             | Goffin, King     | 4:47          |

| Bonusy na reedici z roku 1994 | Bonusy na reedici z roku 1994                                          | Bonusy na reedici z roku 1994 | Bonusy na reedici z roku 1994 |
| Pořadí                        | Název                                                                  | Autor                         | Délka                         |
| ----------------------------- | ---------------------------------------------------------------------- | ----------------------------- | ----------------------------- |
| 13.                           | I Love You More Than You'll Ever Know (demo verze – mono)              | Kooper                        | 6:10                          |
| 14.                           | Refugee from Yuhupitz (instrumentální; demo verze – mono)              | Kooper                        | 3:44                          |
| 15.                           | I Can't Quit Her (demo verze – mono)                                   | Kooper, Levine                | 3:00                          |
| 16.                           | Morning Glory (demo verze – mono)                                      | Beckett, Buckley              | 4:11                          |
| 17.                           | Somethin' Going On (demo verze – mono)                                 | Kooper                        | 5:19                          |
| 18.                           | The Modern Adventures of Plato, Diogenes and Freud (demo verze – mono) | Kooper                        | 5:03                          |

| Bonusy na remasterované reedici z roku 2007 | Bonusy na remasterované reedici z roku 2007                            | Bonusy na remasterované reedici z roku 2007 | Bonusy na remasterované reedici z roku 2007 |
| Pořadí                                      | Název                                                                  | Autor                                       | Délka                                       |
| ------------------------------------------- | ---------------------------------------------------------------------- | ------------------------------------------- | ------------------------------------------- |
| 13.                                         | Refugee from Yuhupitz (instrumentální; demo verze – mono)              | Kooper                                      | 3:44                                        |
| 14.                                         | I Love You More Than You'll Ever Know (demo verze – mono)              | Kooper                                      | 6:10                                        |
| 15.                                         | The Modern Adventures of Plato, Diogenes and Freud (demo verze – mono) | Kooper                                      | 5:03                                        |

## Obsazení
Blood, Sweat & Tears
- Randy Brecker – trubka, křídlovka
- Bobby Colomby – bicí, perkuse, zpěv
- Jim Fielder – baskytara, bezpražcová baskytara
- Dick Halligan – pozoun
- Steve Katz – kytara, loutna, zpěv
- Al Kooper – varhany, klavír, ondioline, zpěv
- Fred Lipsius – klavír, altsaxofon
- Jerry Weiss – trubka, křídlovka, zpěv

Ostatní hudebníci
- Anahid Ajemian – housle
- Fred Catero – zvukové efekty
- Harold Coletta – viola
- Paul Gershman – housle
- Al Gorgoni – varhany, kytara, zpěv
- Manny Green – housle
- Julie Held – housle
- Doug James – shaker
- Harry Katzman – housle
- Leo Kruczek – housle
- Harry Lookofsky – housle
- Charles McCracken – violoncello
- Melba Moorman – doprovodný zpěv
- Gene Orloff – housle
- Valerie Simpson – doprovodný zpěv
- Alan Schulman – violoncello
- John Simon – varhany, klavír, cowbell
- The Manny Vardi Strings